# Солнечное затмение 26 января 2009 года
Солнечное затмение 26 января 2009 года — кольцеобразное солнечное затмение 131 сароса, которое лучше всего было видно в Индийском океане и в Юго-Восточной Азии.
Максимальная фаза затмения составила 0.9282, а максимальная длительность полной фазы — 7 минут 54 секунды.
Это затмение являлось повторением через сарос кольцеобразного солнечного затмения 15 января 1991 года. Следующее затмение данного сароса произойдёт 6 февраля 2027 года.

## Обстоятельства видимости затмения
Полоса кольцеобразной части затмения началась в южной части Атлантического океана. Тень от затмения двигалась в северо-восточном направлении, прошла южнее ЮАР, через Индийский океан и страны Юго-Восточной Азии, где и покинула Землю, недалекот от территории Филиппин. Кольцеобразная фаза затмения наблюдалась на таких островах, как Кокосовые острова (Австралия), Суматра, западная часть острова Ява (оба — Индонезия), Калимантан (Индонезия и Малайзия).
Затмение (кольцеобразное или частное) будет видно в 47 странах и зависимых территориях. Как частное, затмение было видно в южной части Африки, в акватории Индийского океана, в юго-восточной и южной Азии, в Австралии и Антарктиде.

## Фотогалерея
- Частное затмение на острове Гоф
- Частное затмение в г. Риверсдэйл Западно-Капской провинции, ЮАР
- Частное затмение в г. Блумфонтейн, ЮАР
- Частное затмение в пригороде Коломбо на Шри-Ланке
- Частное затмение в Субанг-Джая в Малайзии
- Частное затмение в Сингапуре
- Кольцеобразное затмение в г. Бонтанг в Индонезии